# Wola Dębińska
Wola Dębińska – wieś w Polsce, położona w województwie małopolskim, w powiecie brzeskim, siedziba gminy Dębno.
W latach 1975–1998 miejscowość administracyjnie należała do województwa tarnowskiego.

## Nazwa
Nazwę miejscowości w zlatynizowanej staropolskiej formie Dambyenska Wolya wymienia w latach (1470–1480) Jan Długosz w księdze Liber beneficiorum dioecesis Cracoviensis.

## Integralne części wsi
| SIMC    | Nazwa     | Rodzaj    |
| ------- | --------- | --------- |
| 0819510 | Borek     | część wsi |
| 0819527 | Dwojanów  | część wsi |
| 0819533 | Kąty      | część wsi |
| 0819540 | Kostrówka | część wsi |
| 0819556 | Mirów     | część wsi |
| 0819562 | Wygoda    | część wsi |